# Christoph von Cuny
Jakob Christoph Cuny, ab 1840 von Cuny, (* 21. Dezember 1779 in Magdeburg; † 6. Dezember 1848 in Kleve) war ein deutscher Verwaltungsbeamter und Regierungspräsident in Aachen.

## Leben und Wirken
Cuny stammte von einer hugenottischen Familie ab, die Ende des 17. Jahrhunderts als Glaubensflüchtlinge aus Bar-le-Duc über Berlin nach Magdeburg gezogen war. Er war der Sohn des dortigen Seifenfabrikanten Johann Jakob (Jean Jacques) Cuny (1736–1817) und der Margarethe Douzal (1746–1814) sowie Onkel des Unternehmers Jean Jacques Cuny. Christoph Cuny strebte eine juristische Beamtenlaufbahn an und war 1798 zunächst als Jurastudent an der Universität Halle immatrikuliert.
Nach Abschluss seines Studiums durchlief er mehrere Positionen in der kommunalen Verwaltung bis hin zum Oberregierungsrat in Düsseldorf. Mit Wirkung zum 1. Dezember 1837 wurde er an die Bezirksregierung Aachen versetzt, wo er bis zum 30. September 1844 das Amt des Regierungspräsidenten innehatte. Während dieser Zeit erhielt er am 15. Oktober 1840 den preußischen Adelstitel und wurde darüber hinaus mit dem Roten Adlerorden der dritten Klasse ausgezeichnet. Seit 1838 war er Mitglied im Club Aachener Casino. Später verbrachte er seinen Lebensabend in der „Villa nova“ bei Kleve, wo er 1848 verstarb.
Cuny war seit 1831 mit Friederike Schneider aus Nijmegen (1791–1864) verheiratet, mit der er zwei Kinder bekam, darunter 1833 in Düsseldorf den Sohn Ludwig von Cuny.